# The Masked Singer Brasil
The Masked Singer Brasil foi um talent show brasileiro produzido e exibido pela TV Globo. É a versão brasileira do formato original sul-coreano King of Mask Singer. O programa estreou em 10 de agosto de 2021, com a apresentação de Ivete Sangalo. A partir da quinta temporada, a apresentadora Eliana substituiu Sangalo. A atração tinha a direção de Marcelo Amiky e supervisão artística de Adriano Ricco. Foi reexibida também pelo canal Multishow.

Neste programa, celebridades de todas as áreas são mascaradas de um personagem, escondendo assim a sua identidade real dos outros concorrentes, do júri e do público. A cada episódio, um ou mais personagens são eliminados e revelam sua identidade até que só sobre um vencedor.

Foi o primeiro programa da TV Globo a contar com a presença de uma plateia física desde o início da pandemia de COVID-19, quando a emissora retirou provisoriamente o público de seus programas, passando a adotar métodos virtuais a partir do segundo semestre daquele ano. Para participar da plateia, foi obrigatória a apresentação de um comprovante de vacinação, tendo que tomar pelo menos uma dose da vacina contra o novo coronavírus, além de um exame PCR negativo, realizado dois dias antes da gravação.

## Formato
Um grupo de famosos compete no programa anonimamente, utilizando roupa e máscara próprias de um personagem fictício, durante uma série de episódios. A cada episódio, os concorrentes executam uma música de sua escolha, na sua voz real. Os jurados votam e os menos votados se apresentam novamente em um duelo. No final do episódio, o cantor menos votado é eliminado e tira a máscara para revelar sua identidade.

Além das atuações ao vivo, dicas para descobrir a identidade real de cada concorrente mascarado são dadas durante o episódio. As entrevistas pré-gravadas contém as pistas, e apresentam as vozes distorcidas dos concorrentes. Os jurados têm tempo para especular acerca da identidade do concorrente após as apresentações, e podem fazer uma única pergunta para tentar dar seu palpite final de sua identidade.

Na quinta temporada (2025), em que a TV Globo completa seus 60 anos e o Grupo Globo comemora seu centenário, todas as fantasias do programa foram elaboradas para homenagear personagens icônicos de novelas da emissora: Dona Lurdes (Amor de Mãe), Odete Roitman (Vale Tudo), Vlad (Vamp), Ruth e Raquel (Mulheres de Areia), Tieta (Tieta), Jesuíno (Cordel Encantado), Bruno Mezenga (O Rei do Gado), Penha (Cheias de Charme), Catarina e Petruchio (O Cravo e a Rosa), Jade (O Clone), Carminha (Avenida Brasil), Juma (Pantanal), Nazaré Tedesco (Senhora do Destino), Foguinho (Cobras & Lagartos), Candinho e Policarpo (Êta Mundo Bom!) e Sol (Vai na Fé). 

## Produção
Em abril de 2021, a Endemol Shine anunciou a produção da versão brasileira do reality, já com a confirmação de Ivete Sangalo no comando.

Em 30 de maio, foi anunciado que o programa seria exibido na TV Globo. Em 18 de julho, começaram as chamadas para a atração. No dia seguinte (19), foram divulgadas as fantasias da temporada. No dia 29, foram confirmados os jurados da primeira temporada Rodrigo Lombardi, Eduardo Sterblitch, Simone Mendes e Taís Araújo.
Em 19 de agosto de 2021, o reality foi renovado para uma segunda temporada para 2022, com Ivete Sangalo seguindo no comando da atração.

### Exibição
Na primeira temporada, o programa teve um total de 9 episódios e foi exibido após a edição especial da telenovela Império. Após o final de cada episódio, o artista desmascarado participou de uma entrevista feita pelo Globoplay e o Gshow, sob comando de Camilla de Lucas e presença de convidados especiais.
O programa também é reprisado no canal Multishow, às quartas feiras, em horário alternativo. O canal por assinatura traz ainda entrevistas com os eliminados toda quinta-feira, a partir das 18h30, no TVZ. As entrevistas são realizadas pelo ator e apresentador Bruno De Luca.
No dia 17 de outubro de 2021, a Globo exibiu um compacto dos melhores momentos da primeira temporada, que serviu de esquenta para a final do programa, exibido na terça-feira (19/10). Neste dia não foi exibida a sessão Temperatura Máxima.
A segunda temporada foi exibida aos domingos, entre 23 de janeiro a 24 de abril, após o The Voice +, cobrindo a lacuna deixada pelos campeonatos estaduais do futebol, que costumavam ocupar a programação vespertina no início do ano. A partir dessa temporada em diante, o programa passou a ser fixo aos domingos, indo ao ar ás 14h30, alterando o horário na quarta temporada, quando passou para ás 15h30.
No dia 5 de janeiro de 2022, a emissora anunciou que Tatá Werneck entraria no lugar de Simone como jurada e Priscilla Alcantara substituiria Camilla de Lucas, como repórter dos bastidores do programa. Em 30 de novembro, foi anunciado no Encontro com Patrícia Poeta que Sabrina Sato seria a nova jurada do programa no lugar de Tatá Werneck. Em 13 de dezembro, a TV Globo anunciou durante o Encontro com Patrícia Poeta que o ator Mateus Solano substituiria Rodrigo Lombardi na bancada de jurados do programa, pois o mesmo se dedicaria à novela Travessia.
Em 19 de outubro de 2023, a TV Globo anunciou durante o evento Upfront 2024 novidades na 4.ª temporada do programa. Kenya Sade passa a ser repórter dos bastidores, substituindo Priscilla Alcantara. Além disso, José Loreto e Paulo Vieira substituem Eduardo Sterblitch e Mateus Solano no corpo de jurados.
Em 30 de junho de 2024, foi confirmada Eliana como substituta de Ivete Sangalo no comando da atração para a quinta temporada.
Durante o evento Upfront 2025, realizado em 16 de outubro de 2024, a TV Globo anunciou os novos jurados da quinta temporada. Kenya Sade retorna como repórter dos bastidores e Sabrina Sato continua como jurada. A atriz e apresentadora Tatá Werneck retorna, substituindo Taís Araújo e o ator Tony Ramos e o cantor Belo entram para o time de jurados, substituindo José Loreto e Paulo Vieira.

### Fim do programa
Com o fim da quinta temporada, a atração começou a virar alvo de boatos que indicavam a sua não renovação por conta do desgaste, resultando em queda acentuada de audiência. A última, apesar de ter segurado a liderança dos domingos em todos os seus episódios, já registrava baixos índices e uma repercussão menor que as temporadas anteriores. Em 4 de julho de 2025, a TV Globo emitiu uma nota confirmando a não renovação do programa para 2026. Com o encerramento do reality, Eliana foi transferida para uma atração de sua própria autoria nos finais de semana.

## Elenco
| Elenco              | Temporadas     | Temporadas     | Temporadas     | Temporadas     | Temporadas     |
| 1                   | 2              | 3              | 4              | 5              |                |
| Apresentadoras      | Apresentadoras | Apresentadoras | Apresentadoras | Apresentadoras | Apresentadoras |
| ------------------- | -------------- | -------------- | -------------- | -------------- | -------------- |
| Ivete Sangalo       |                |                |                |                |                |
| Eliana              |                |                |                |                |                |
| Bastidores          |                |                |                |                |                |
| Camilla de Lucas    |                |                |                |                |                |
| Priscilla Alcantara |                |                |                |                |                |
| Kenya Sade          |                |                |                |                |                |
| Jurados             |                |                |                |                |                |
| Taís Araújo         |                |                |                |                |                |
| Eduardo Sterblitch  |                |                |                |                |                |
| Rodrigo Lombardi    |                |                |                |                |                |
| Simone Mendes       |                |                |                |                |                |
| Tatá Werneck        |                |                |                |                |                |
| Mateus Solano       |                |                |                |                |                |
| Sabrina Sato        |                |                |                |                |                |
| José Loreto         |                |                |                |                |                |
| Paulo Vieira        |                |                |                |                |                |
| Tony Ramos          |                |                |                |                |                |
| Belo                |                |                |                |                |                |

## Jurados convidados
| Temporada | Jurados | Ref.   |
| --------- | --- | ------ |
| 1         | Mariana Ximenes Gil do Vigor Paula Fernandes Fernanda Gentil Ana Maria Braga                                                                                             | [ 21 ] |
| 2         | Sorocaba Roberta Miranda Nicolas Prattes Péricles Teresa Cristina Isis Valverde Luísa Sonza Ana Carolina Xuxa Patrícia Poeta Ferrugem Daniela Mercury Chay Suede         | [ 22 ] |
| 3         | David Junior Nanda Costa Xande de Pilares Mel Maia Jão Kleber Lucas Joelma Douglas Silva Deborah Secco                                                                   | [ 23 ] |
| 4         | Marcelo Serrado Heloísa Périssé Milton Cunha Preta Gil Mari Fernandez Dira Paes Gloria Groove Rafa Kalimann Alexandre Borges Cláudia Raia                                | [ 24 ] |
| 5         | Dani Calabresa Angélica Cissa Guimarães Bianca Bin Sergio Guizé Susana Vieira Débora Falabella Fafá de Belém Rodrigo Sant'Anna Clara Moneke Cauã Reymond Silvero Pereira | [ 25 ] |

## Sumário das temporadas
| Temporada | Estreia               | Final                 | Vencedor(a)                     | 2.° lugar                   | Outro(s) finalista(s)          | Outros participantes por ordem de eliminação | Total |
| --------- | --------------------- | --------------------- | ------------------------------- | --------------------------- | ------------------------------ | --- | ----- |
| 1         | 10 de agosto de 2021  | 19 de outubro de 2021 | Priscilla Alcantara "Unicórnio" | Nicolas Prattes "Monstro"   | Cris Vianna "Arara"            | Sidney Magal "Dogão" Renata Ceribelli "Brigadeiro" Marcelinho Carioca "Coqueiro" Marrone "Boi-Bumbá" Alexandre Borges "Onça Pintada" Sandra de Sá "Girassol" Sérgio Loroza "Astronauta" Mart'nália "Jacaré" | 12    |
| 1         | 10 de agosto de 2021  | 19 de outubro de 2021 | Priscilla Alcantara "Unicórnio" | Nicolas Prattes "Monstro"   | Jéssica Ellen "Gata Espelhada" | Sidney Magal "Dogão" Renata Ceribelli "Brigadeiro" Marcelinho Carioca "Coqueiro" Marrone "Boi-Bumbá" Alexandre Borges "Onça Pintada" Sandra de Sá "Girassol" Sérgio Loroza "Astronauta" Mart'nália "Jacaré" | 12    |
| 2         | 23 de janeiro de 2022 | 24 de abril de 2022   | David Junior "Dragão"           | Thiago Fragoso "Camaleão"   | Lucy Alves "Leoa"              | Gretchen "Rosa" Dudu Nobre "Bebê" Letícia Colin "Motoqueira" Beto Barbosa "Boto" Heloísa Périssé "Coxinha" Juan Paiva "Robô" Daiane dos Santos "Ursa" Amaral "Cachorro" Aline Wirley "Caranguejo" Thaeme "Borboleta" Negra Li "Pavão" MC Guimê e Lexa "Lampião e Maria Bonita" Isabel Fillardis "Abacaxi"                                                                     | 16    |
| 3         | 22 de janeiro de 2023 | 9 de abril de 2023    | Flay "DJ Vitória-Régia"         | Larissa Luz "Abelha-Rainha" | Xamã "Galo"                    | Paulo Betti "Coelho" Erika Januza "Broco Lee" Marcelo Serrado "Milho de Milhões" Fernando Fernandes "Circo" Tatau e Emanuelle Araújo "Romeu e Julieta" Rosana, Patricia Marx e Sylvinho Blau-Blau "Os Suculentos" Richarlyson "Filtro de Barro" Solange Couto "Capivara" Babu Santana "Coruja" Mano Walter "Dinossauro" Nanda Costa "Vovó Tartaruga"                          | 14    |
| 4         | 21 de janeiro de 2024 | 7 de abril de 2024    | Silvero Pereira "Bode"          | Ludmillah Anjos "Preguiça"  | Evelyn Castro "Sereia Iara"    | Louro Mané "ETzinho" Popó "Chimarrão" Supla "Livro" Karol Conká "Trevo da Sorte" Diogo Almeida "Cuco" Emilio Dantas "Pé de Alface" Tati Machado "Dona Formiga" Valéria Barcellos "Mamãe Abacate" Luiza Possi "MC Porquinha" | 12    |
| 5         | 12 de janeiro de 2025 | 30 de março de 2025   | Diego Martins "Odete Roitman"   | Jonathan Azevedo "Foguinho" | Jeniffer Nascimento "Sol"      | Scheila Carvalho e Sheila Mello "Ruth e Raquel" Sandra Annenberg "Carminha" Cacau Protásio "Dona Lurdes" Marcos "Bruno Mezenga" Carmo Dalla Vecchia "Vlad" Paulo Lessa "Jesuíno" Maria Beltrão "Jade" Maria Cecília & Rodolfo "Catarina e Petruchio" Nany People "Nazaré Tedesco" Karine Alves "Penha" Douglas Silva "Candinho" Cláudia Ohana "Tieta" Giovana Cordeiro "Juma" | 16    |

### Participantes digitais
| Temporada | Participantes                                                                                          |
| --------- | --- |
| 4         | Luísa Sonza "Guerreira" Eduardo Sterblitch "Nuvem" Christiane Torloni "Pipoca" Lázaro Ramos "Vagalume" |

### Especial de Natal 2024
Convidados do programa especial de Natal exibido em 2024, que serviu como prévia para a 5.ª temporada.
| Temporada | Participantes |
| --------- | --- |
| 5         | Suzana Vieira convidada de Tony Ramos Nicolas Prattes convidado de Sabrina Sato Júnior Lima convidado de Tatá Werneck Padre Marcelo Rossi convidado de Belo Daniel convidado de Eliana |

## Recepção

### Crítica
Patrícia Kogut do jornal O Globo deu cotação máxima ao programa (nota 10), dizendo: "Para “The masked singer”, que chegou ao fim anteontem. O programa empolgou as redes porque foi realmente caprichado. Ivete Sangalo, os jurados, os participantes e a equipe de figurinos brilharam."
O jornal Metrópoles elegeu o "The Masked Singer" como uma das melhores produções da televisão brasileira de 2021.

### Audiência
Os dados são providos pelo Kantar IBOPE Media e se referem ao público da Grande São Paulo.
| Temporada | Horário            | Episódios | Estreia               | Estreia   | Final                 | Final     | Média geral (em pontos do IBOPE) | Ref.                 |
| Temporada | Horário            | Episódios | Data                  | Audiência | Data                  | Audiência | Média geral (em pontos do IBOPE) | Ref.                 |
| --------- | ------------------ | --------- | --------------------- | --------- | --------------------- | --------- | -------------------------------- | -------------------- |
| 1         | Terça–feira, 22h35 | 9         | 10 de agosto de 2021  | 21,2      | 19 de outubro de 2021 | 20,7      | 19,4                             | [ 29 ]               |
| 2         | Domingo, 15h45     | 13        | 23 de janeiro de 2022 | 14,1      | 24 de abril de 2022   | 15,7      | 12,5                             | [ 30 ] [ 31 ]        |
| 3         | Domingo, 15h45     | 12        | 22 de janeiro de 2023 | 9,7       | 9 de abril de 2023    | 10,9      | 10,9                             | [ 32 ] [ 33 ]        |
| 4         | Domingo, 15h45     | 12        | 21 de janeiro de 2024 | 13,2      | 7 de abril de 2024    | 12,2      | 11                               | [ 34 ] [ 35 ] [ 36 ] |
| 5         | Domingo, 15h45     | 12        | 12 de janeiro de 2025 | 10,4      | 30 de março de 2025   | 9,9       | 9,7                              | [ 37 ] [ 38 ]        |